# Once Were Warriors
Once Were Warriors (Una vez fuimos guerreros) es una película dramática dirigida por Lee Tamahori, protagonizada por Rena Owen y Temuera Morrison y basada en la novela homónima de Alan Duff. Su temática incluye como principal elemento la violencia contra las mujeres y la violencia intrafamiliar, el alcoholismo, la pobreza, además de temáticas específicas como el abuso sexual, pandillas y violencia urbana. Su estreno oficial fue el 2 de septiembre de 1994.

## Argumento
La película muestra el ambiente en el que vive Beth Heke (Rena Owen) y su familia. Una casa en condiciones de pobreza y ubicada en un barrio en donde se conglomeran las pandillas y los vicios. Beth debe sacar adelante a sus dos hijos menores, incluyendo a su hija adolescente, y evitar que su hijo mayor se adentre en el entorno mencionado. Su marido, Jake «the Muss» Heke (Temuera Morrison), es ignorante a los problemas de sus hijos, además de ser un padre alcohólico y violento con su propia familia. Mientras Beth se concentra en cómo huir de ese lugar, su hija adolescente se está enfrentando al acoso por parte de uno de los amigos de Jake, situación que es ignorada por todos y que desencadenará un dramático final.  

## Reparto
- Beth Heke  - Rena Owen
- Jake «the Muss» Heke - Temuera Morrison
- Grace Heke - Mamaengaroa Kerr-Bell
- Nig Heke - Julian Arahanga
- Boogie Heke - Taungaroa Emile
- Polly Heke - Rachael Morris Jr.
- Huata Heke - Joseph Kairau
- Bully - Cliff Curtis
- Mavis - Mere Boynton

## Recepción

### Taquilla
La película se convirtió en el mayor éxito de taquilla de Nueva Zelanda tanto a nivel nacional como internacional.

### Crítica
La película recibió críticas positivas en su mayoría, debido en parte a la crudeza retratada por el mismo director. En el sitio de internet Rotten Tomatoes alcanzó una crítica del 94% de aceptación.

### Premios
Arrasó en los premios de cine de Nueva Zelanda, ganando en todas las categorías en las que fue nominada, excepto en la de Mejor Actriz, algo que fue criticado. Constantemente es votada como la mejor película de Nueva Zelanda de todos los tiempos, y más de veinte años después sigue siendo la presentación más impactante de abuso doméstico y de los efectos del alcoholismo jamás realizada.